# 8-а танкова дивизия (Вермахт)
8-а танкова дивизия е една от танковите дивизии на Вермахта по време на Втората световна война.

## История
8-а танкова дивизия е сформирана през октомври 1939 г. от 3-та лека дивизия. През 1940 г. участва в битката за Франция. През април 1941 г. е прехвърлена в Югославия, но не взема участие в бойните действия. През юли 1941 г. участва в боевете на Източния фронт, като част от група армии „Север“, както и в началните етапи на обсадата на Ленинград. Между март и ноември 1942 г. е част от бойните действия в района на град Холм. В периода април-август 1943 г. взема участие в боевете свързани с операция Орел. През октомври 1943 г. понася тежки загуби по време на отстъплението от Киев. Между януари и септември 1944 г. участва в боевете в южния сектор на Източния фронт. След това е прехвърлена в Карпатите. През декември 1944 г. участва в защитата на Будапеща, а през февруари-март на Моравия. През май 1945 г. се предава на съветските войски при Бърно.

## Командири
- Генерал на танковите войски Адолф Кунцен – (16 октомври 1939 – 20 февруари 1941 г.)
- Генерал на танковите войски Ерих Бранденбергер – (20 февруари 1941 – 21 април 1941 г.)
- Генерал-лейтенант Валтер Нойман-Силков – (21 април 1941 – 26 май 1941 г.)
- Генерал на танковите войски Ерих Бранденбергер – (26 май 1941 – 8 декември 1941 г.)
- Генерал-лейтенант Вернер Хунер – (8 декември 1941 – 20 март 1942 г.)
- Генерал на танковите войски Ерих Бранденбергер – (20 март 1942 – 6 август 1942 г.)
- Генерал-лейтенант Йозеф Шротер – (6 август 1942 – 10 ноември 1942 г.)
- Генерал на танковите войски Ерих Бранденбергер – (10 ноември 1942 – 17 януари 1943 г.)
- Генерал-лейтенант Себастиан Фихтнер – (17 януари 1943 – 20 септември 1943 г.)
- Генерал-майор Готфрид Фрьолих – (20 септември 1943 – 1 април 1944 г.)
- Генерал-майор Вернер Фрибе – (1 април 1944 – 21 юли 1944 г.)
- Генерал-майор Готфирд Фролих – (21 юли 1944 – 5 януари 1945 г.)
- Генерал-майор Хайнрих-Георг Хакс – (5 януари 1945 – 8 май 1945 г.)

## Носители на награди
- Носители на тока за близък бой, златна (10)
- Носители на свидетелство за похвала от главнокомандващия на армията (18)
- Носители на Германски кръст, златен (105)
- Носители на Германски кръст, сребърен (2)
- Носители на почетна кръгла тока на сухопътните части (28)
- Носители на Рицарски кръст (31)